# Almaden Reservoir
Almaden Reservoir est un lac artificiel situé dans les collines au sud de San Jose, en Californie, aux États-Unis. Il borde l'Almaden Quicksilver County Park (en) de 1 685 ha, qui fournit des activités limitées de pêche ("catch and release"), de pique-nique, de randonnée et d'équitation. La baignade  et la navigation de plaisance  ne sont pas autorisées dans le réservoir.
Le Bureau californien de l'évaluation des risques pour la santé environnementale a émis un avis « Do Not Eat » pour tout poisson capturé dans le réservoir d'Almaden en raison de niveaux élevés de mercure.

## Histoire
Le réservoir a été formé par le barrage d'Almaden, construit en 1936 à travers Alamitos Creek près de la communauté de New Almaden. Ses eaux atteignent la baie de San Francisco par la rivière Guadalupe (en). C'est l'un des plus petits réservoirs appartenant au Santa Clara Valley Water District (en). 

## Barrage d'Almaden
Le barrage d'Almaden est un barrage de terre de 34 m haut et 150 m de long contenant 190 000 m3 de matériau. Sa crête est à 187 m d'altitude. 